# بزنلو
بِزِنِلو (به ایتالیایی: Besenello) یک کومونه در ایتالیا است که در ترنتینو واقع شده‌است. بزنلو ۲۶٫۰ کیلومتر مربع مساحت و ۲٬۲۷۳ نفر جمعیت دارد و ۲۱۸ متر بالاتر از سطح دریا واقع شده‌است.